# Romel Quiñónez
Romel Javier Quiñónez Suárez (ur. 25 czerwca 1992 w Santa Cruz) – boliwijski piłkarz występujący na pozycji bramkarza w boliwijskim klubie Bolívar oraz w reprezentacji Boliwii. Znalazł się w kadrze na Copa América 2015.